# Herb Szczuczyna (Białoruś)

Herb Szczuczyna

Herb Szczuczyna − jeden z oficjalnych symboli Szczuczyna.
Herb przedstawia w polu błękitnym monogram I[gnatus] S[cipion], nad którym znajduje się złota korona.
Po raz pierwszy herb został wprowadzony 23 maja 1761 roku, a przez władze obecnej Białorusi został oficjalnie przyjęty dekretem prezydenckim nr 455 z 17 lipca 2006 roku ws. "przyjęcia oficjalnych symboli heraldycznych dla jednostek administracyjnych i terytorialnych obwodu grodzieńskiego".